# Ofici
Ofici (także znani jako Ofianie lub Serpentynianie /z (gr.) ὄφιανοι, ὄφις = wąż/) – gnostyckie sekty w Syrii i Egipcie ok. 100 po Chr. Członkowie tych sekt czcili węża z Księgi Rodzaju jako symbol gnozy (poznania), którą tyran Yaldabaoth (demiurg) chciał ukryć przed Adamem i Ewą.

## Doktryna
Źródłem poznania doktryny ofitów jest księga pierwsza dzieła Ireneusza z Lyonu Adversus haereses, rozdz. 29 i 30 oraz odkryte w Nag Hammadi koptyjskie rękopisy gnostyckie, które dostarczyły samych tekstów. Najstarsze pisma, jak Apokryf Jana i Święta Księga Wielkiego niewidzialnego Ducha (Koptyjska Ewangelia Egipcjan), pochodzą z połowy drugiego wieku. Są też późniejsze dzieła, jak Zostrianos (III w.) oraz Hipostaza archontów. Wskazują one, że ofityzm był gnostycyzmem żydowskim bardzo powierzchownie schrystianizowanym, mającym powiązania z judeochrześcijaństwem syryjskim. 
Ofici, podobnie jak setianie, mieli typowo gnostycką kosmogonię, która Boga-Stwórcę z Księgi Rodzaju uznawała za jeden z eonów, przeciwstawnych najwyższej rzeczywistości duchowej. Według ich mitów, pleroma wydała eon Ojca, następnie jedną parę eonów: Syna i Ducha Świętego, i drugą parę: Chrystusa i Kościół. Są one w doktrynie ofickiej pre-egzystującymi eonami, które razem wytworzyły Sofię. Ta zaś zstąpiła w niższy świat. Otrzymała ona ciało od wód, następnie z niej powstały niebiosa. Niebiańskie światło będące w niej skierowało się znów ku pleromie, dlatego Sofia zrzuciła ciało, które stało się synem. Ten syn zaś spłodził syna,  który spłodził swego syna - i tak powstało siedmiu synów, nazwanych:  Jaldabaoth, Jao, Sabaoth, Adonaj, Elohim, Horajos, Astafajos. Synowie poczęci z Jaldabaotha zazdrościli mu i walczyli z nim. On zaś wydał następnego syna - Węża, od którego pochodzą tchnienie i dusza (por. Rdz 2,7). Jaldabaoth stworzył następnie człowieka, razem z sześcioma mocami, a potem Ewę. Moce podziwiając jej piękno złączyły się z nią i tak zostali zrodzeni aniołowie.
Ireneusz opisał także oficką interpretację Chrystusa, który według ich przekonań zstąpił z wysoka poprzez siedem niebios ku zdumieniu mocy i niewiedzy Jaldabaotha. Przybrał postać Sofii i został zjednoczony z nią. 
W dziele Hipostaza archontów Stwórca jest nazywany, podobnie jak w innych dziełach, Jaldabaoth, ale też Wielkim Jedynym, Głównym archontem. Jest on twórcą materialnego świata. Nie zna on gnozy, jest więc ślepy, etymologicznie jego imię sugeruje też nazwę syn chaosu. Gnostycyzm judeochrześcijański nazywając tak żydowskiego Boga-Stwórcę utożsamiał go z demonicznymi postaciami Samaela, czyli Anioła śmierci albo szatana, oraz z Saklasem (Szalony).

## W pismach Ojców Kościoła
- Wspomina o nich Klemens Aleksandryjski, wymieniając ich razem z kainitami[5].
- Więcej informacji na temat ofitów zamieszcza Orygenes w swojej polemice z Celsusem, gdzie podaje, że ofici całkowicie odrzucają Jezusa i nazywa ich mitotwórcami. W oparciu o tablice astrologiczne podaje imiona siedmiu demonów, których - zdaniem Orygenesa - uznają ofici: Michał (podobizna lwa), Suriel (podobizna byka), Rafael (podobizna węża), Gabriel (podobizna orła), Thauthabaoth (podobizna niedźwiedzia), Erathaoth (podobizna psa), Thaphabaoth albo Onoel (podobizna osła). Orygenes zarzuca im, że na określenie swoich demonów używają imion zaczerpniętych z magii oraz żydowskich Pism (chodzi o imię Boga Izraela, użyte w greckiej formie Jao, oraz innych określeń: Adonai, Sabaoth, czy Eloai, które występują w takich pismach gnostyckich, jak Apokryf Jana)[6][7].
- A także Anastazy z Synaju, pisząc że podobnie jak Manichejczycy, czcili węża jako dobroczyńcę, który dostarczył ludziom pożywienia, dzięki któremu otworzyły się im oczy. Według ofitów dzięki wężowi doszło do pożycia małżeńskiego, a w konsekwencji do zaludnienia świata. W taki błąd, według Anastazego, popadają wszyscy ci, którzy dosłownie odczytują to, co napisano o owocach i drzewach w raju[8].
- Liturgiczna wzmianka na temat ofitów mieści się w dziele Przeciw wszystkim herezjom autorstwa Tertuliana. Ojciec Kościoła zapisuje tam wzmiankę na temat uroczystego wnoszenia węża do swoich obrzędów[9].